# La Vineuse
La Vineuse – miejscowość i gmina we Francji, w regionie Burgundia-Franche-Comté, w departamencie Saona i Loara. W 2013 roku populacja gminy wynosiła 299 mieszkańców. 
W dniu 1 stycznia 2017 roku z połączenia czterech ówczesnych gmin – Donzy-le-National, Massy, La Vineuse oraz Vitry-lès-Cluny – utworzono nową gminę La Vineuse-sur-Fregande. Siedzibą gminy została miejscowość La Vineuse. 